# سنيكرز (شركة)
سنيكرز هي شركة سويدية تقوم بتصمم، تصنيع وتوزيع ملابس العمل إلى التُجار المهنيين والعاملين.

## التاريخ
بدأت سنيكرز في أوائل السبعينيات من القرن العشرين من قبل ماتي ڤييو، وهو كهربائي سويدي شعر أن هناك نواقص تتعلق بملابس العمل التقليدية. يأتي اسمُ سنيكرز بالعربيّة من الكلمة السويدية «snickare» والتي تعني نجَّار في اللغة الأنجليزية. منتجات سنيكرز متوفرة في خمسة عشر دولة عن طريق ما يقرب خمسة آلاف وكيل. تعمل سنيكرز تحت اسم العلامة التجارية سكيلرز ووركوير (بالإنجليزية:  Skillers Workwear)‏ وذلك بسببِ مشاكل متعلقة بحقوق أسماء العلامات التجارية في الولايات المتحدة الأمريكية.